# Sistine Stallone
Sistine Rose Stallone (Los Angeles, Kalifornia, 1998. június 27.–) amerikai modell, színésznő, Sylvester Stallone leánya. 
Nicole szerepében debütált a 47 méter mélyen 2. túlélő horrorfilmben, melyet Johannes Roberts rendezett.

## Élete és pályafutása
Sistine Stallone 1998-ban született Sylvester Stallone színész és Jennifer Flavin volt modell második lányaként. 
2016-ban aláírt az IMG Modelshez, és először jelent meg a Chanel divatbemutatóján. A Glamour 2016. júliusi számában is jelent meg, és 2017 novemberére az Elle Russia címlapján szerepelt.
Sistine és nővérei Golden Globe nagykövetek voltak a 2018 januárjában megrendezett 75. Golden Globe-gálán. Szintén 2018-ban a Dél-Kaliforniai Egyetemen folytatta kommunikációs diplomáját.

## Filmográfia
| Év   | Cím                     | Eredeti cím                 | Szerep  | Magyar hang   | Rendező          |
| ---- | ----------------------- | --------------------------- | ------- | ------------- | ---------------- |
| 2019 | 47 méter mélyen 2.      | 47 Meters Down: Uncaged     | Nicole  | Győrfi Laura  | Johannes Roberts |
| 2021 | Hajsza egy gyilkos után | Midnight in the Switchgrass | Heather | Bartók Borcsa | Randall Emmett   |